# 嵐璃珏 (5代目)
五代目 嵐 璃珏（ごだいめ あらし りかく、本名：大江 勝之助〈おおえ かつのすけ〉、1900年（明治33年〉9月3日 - 1980年〈昭和55年〉12月27日）は、上方の歌舞伎役者、また嵐 珏蔵（あらし かくぞう）の名でサイレント映画俳優。「班蔵」は誤り。屋号は豐島屋、定紋は五つ橘、替紋は五つ千鳥。俳名に佳香。

## 人物・来歴
1900年（明治33年）9月3日、大阪府に生まれる。歌舞伎役者四代目嵐璃珏の甥でのちに養子となった。
1903年（明治36年）7月、大阪道頓堀・弁天座の新派劇『不如帰」の猟師の子で嵐勝之助を名乗り初舞台を踏む。1913年（大正2年）、五代目嵐珏蔵を襲名。その後、舞台では初代中村扇雀）の相方をつとめる。他方、1927年（昭和2年）に帝国キネマ演芸に入社し、サイレントの剣戟映画に主演、二枚目役で幅広く活躍し実力をつける。
山下秀一監督の『侠客三日月』で主演として映画界にデビューし、翌1928年（昭和3年）には佐藤樹一路監督の『女殺油地獄』に主演。以後13作に出演し、すべて主演だったが、同時代の市川百々之助や明石緑郎には人気は及ばなかった。1929年（昭和4年）、帝国キネマ演芸を退社し、映画界からは引退した。
1945年（昭和20年）3月、養父の名を継ぎ五代目嵐璃珏を襲名する。
第二次世界大戦後も関西歌舞伎を中心に七代目嵐吉三郎、初代中村松若、二代目中村成太郎、四代目尾上菊次郎らとともに老巧な脇役として舞台活動を続け、関西歌舞伎衰退後は東京に活動の場を移す。以後、歌舞伎界の長老として重きを成す。
端敵や老け役を得意とし、長い顔と古風な芸で独自の雰囲気をもち贔屓筋に愛された。1972年（昭和47年）、長年にわたる活躍が認められ勲七等瑞宝章を授与される。
1980年（昭和55年）12月27日、京都南座顔見世の『曽根崎心中』天満屋亭主をつとめているときに楽屋で倒れ、間もなく死去。80歳没。

## 主な出演映画
すべて「嵐珏蔵」の名で出演している。
- 『侠客三日月』： 山下秀一 監督、1927年
- 『女殺油地獄』： 佐藤樹一路 監督、1928年
- 『大岡政談 鈴川源十郎』： 佐藤樹一路 監督、1928年
- 『因華物語』： 山下秀一 監督、1928年
- 『お妻八郎兵衛』： 山下秀一 監督、1928年
- 『塁ヶ淵』： 山下秀一 監督、1928年
- 『武士と侠客』： 山下秀一 監督、1928年
- 『朝香三四郎』： 山下秀一 監督、1928年
- 『殺生関白』： 佐藤樹一路 監督、1928年
- 『豪傑花嫁』： 江後岳翠 監督、1928年
- 『紺屋高尾』： 山下秀一 監督、1928年
- 『愛怨の旅』： 佐藤樹一路 監督、1928年
- 『信長と烈女』： 江後岳翠 監督、1929年

## 註
1. 1 2 3 4 5 6 7 8 9  『無声映画俳優名鑑』、無声映画鑑賞会編、マツダ映画社監修、アーバン・コネクションズ、2005年、p.129。
2. ↑  #外部リンク、日本映画データベースおよびallcinema ONLINEでの表記、2009年11月7日閲覧。